# 余伯泉 (學者)
余伯泉（1957年—），台灣台南市鹽水區人。國立台灣大學博士。通用拼音發明人。

## 發明通用拼音
1997年秋天接受前台北市長陳水扁委託研究通用拼音，並於1998年1月發表，同年4月台北市政府市政會議通過街道路牌拼音系統採用通用拼音(1998年版)。

## 改良通用拼音
通用拼音在台北市推動上路後，余氏仍持續修改通用拼音法，到2000年時，余氏已將zh、q、x排除在通用拼音法之外，2002年通用拼音成為中華民國官方規範時，仍保留1998年版「音節開頭字母大寫」的用法，此一用法在2003年再次改版時被余氏刪除，同時也禁用「ㄨㄟ(-uei)」、「ㄧㄡ(-iou)」兩韻尾的縮寫(-ui/-iu)。

## 研究專長
台灣語言教材教法、海外兒童華語教材教法、語言規劃與政策、心理學、社會語言心理學、組織文化。

## 著作

### 2003-2010語言教材教法與研究成果
- 2010 馬尼拉華校導入華語新教材研究（發表中，與張秋華）
- 2010 台語漢字教學研究（發表中，與林淑期）
- 2010 台北市福台語支援教師專業成長研究（發表中，與劉美珠）
- 2010 三種台語拼音教材教法比較研究（發表中，與陳素惠）
- 2010 台北縣台通與台羅教學比較研究（發表中，與江佳眉）
- 2010 客語區學校福台語班融入客語教學研究（發表中，與高月琴）
- 2010 形式與民族：從鄭大為到陳水扁。心靈工坊〔修改自「形式與民族的錯車：從鄭大為到陳水扁」。從心理社會觀點認識陳水扁現象論壇。2010年6月13日，心靈工坊〕。
- 2010 （Yu B.C. et al.）Pronounciation Book for Living Mandarin. Sky Mandarin Ltd.
- 2010 （Yu B.C. & Chuang S.W. et al.）Living Mandarin（Traditional & Simplified Ed.）生活華語（Book 9）. Sky Mandarin Ltd.
- 2010（余伯泉、陳舜文、危芷芬、李茂興譯) 社會心理學(E. Aronson et al., 2010原著)。台北：揚智。
- 2010（余伯泉、余坤庭、林泰宇）論E-Pen概念與華語數位教學模式。台灣華語和多語文化研究，No. 1。
- 2010 （余伯泉、蘇玉菁）台通與台羅拼音研習效果比較研究。台灣華語和多語文化研究，No. 1。
- 2009 （Wang Y.H. & Yu B.C. et al.）Living Mandarin（Traditional & Simplified Ed.）生活華語（Book 7-8）. Sky Mandarin Ltd.
- 2009 （Chuang S.W. & Yu B.C. et al.）Living Mandarin（Traditional & Simplified Ed.）生活華語（Book 1-6）. Sky Mandarin Ltd.
- 2008 （Betty Foo, Chuang S.W. & Yu B.C.）Living Mandarin for Kindergarten幼兒生活華語（K1-K3＆CD）。Sky Mandarin Ltd.
- 2008（Wang Y.H. & Yu B.C.）Living Mandarin生活華語（Book 7＆DVD）. SMC Publishing .
- 2008（Chuang S.W. & Yu B.C. et al.）E-Pen Chinese華語通(Book 1-3)。SMC Publishing.
- 2008  (余伯泉、梁淑芳) E-Pen, 100 基本漢字與「由正入簡」統計研究。刊於The Proceedings of 2008 International Conference and Workshop on Teaching Chinese as a Second Language華語文教學國際研討會論文集(P25-40)。台北：文鶴〔修改自余伯泉、梁淑芳，對外華語教學「由正入簡」聯想度統計與教材研究。大學基礎教育研討會。2007年6月15日。開南大學〕。
- 2008 （Ching-tse Lee, B.C. Yu & Charles Huang）A Scientific Study of Calligraphy: Implication for Teaching Calligraphy. The 6th International Conference on East Asian Calligraphy Education. July 1-2.TCU.
- 2008  台灣語言拼音。台北：大語。
- 2008（指導與合著）桐花版客語主教材（第1至12冊）。大語。
- 2007（Wang Y.H. & Yu B.C.）Kaohsiung Tourism Mandarin高雄觀光華語. SMC Publishing .
- 2007（Chuang S.W. & Yu B.C. et al.）Mandarin E-Pen (Indonesia edition)。SMCPublishing.
- 2007（Chuang S.W. & Yu B.C et al.. ）Living Mandarin生活華語（Book5-6＆VCD）。SMC Publishing.
- 2007  （余伯泉、呂美玉、張鵬展）以海外僑校五大教學難題為中心的師資培訓研究：紐澳非個案。大學基礎教育研討會。6月15日。開南大學。
- 2007  多元整合雙橋會：論生活華語與姊妹版華語通教材的三項意涵。美東中文學校協會年會研討會。紐澤西。
- 2006 （余伯泉、朱阿莉、趙家誌、高培倫）福台語三階段直接教學法研究。日本台灣語言文化協會誌（頁58-83）。日本台灣語言文化協會。〔修改自「論台灣語直接教學法：三階段一轉換」。本土教育研討會。2003年11月23日。教育部、客委會、原民會與台北市立教育大學。亦修改自「論福佬台語拼音直接教學法」。台灣拼音政策與教學研討會。2002年6月20日。中研院民族所〕。
- 2005 「論E-Pen：把牛牽到汽車上」。刊於「漢字教學與電腦科技」（頁69-99）。美國教育部計畫基金出版。〔修改自「無筆華文教學電腦軟體」。電腦科技與漢字教學研討會。2003年10月4日。紐約市立大學曼哈頓Baruch校區與美國大學理事會。〕
- 2005 華語E-Pen教材教法。全美中文學校聯合總會教學研討會。紐澤西。
- 2003-2009（主編與合著）台語主教材（第1至12冊）。翰林。
- 2003-2006（主編與合著）福佬台語主教材（第1至12冊）。仁林。
- 2003-2005（主編與合著）福台語主教材（第1至8冊）。明台。
- 2003 全球在地化和台灣語言主體性：用拼音爭議作例。刊於20世紀台灣新文化運動與國家建構論文集（頁237-255）。吳三連台灣史料基金會。〔修改自「全球在地化和台灣語言主體性的建立：用拼音符號作例」。20世紀台灣新文化運動與國家建構研討會。吳三連台灣史料基金會。*2001年10月21日。〕
- 2003（余伯泉、徐兆泉、陳素年、董峰政）台灣語通用拼音字典。仁林文化。

### 2002以前有審查期刊與有審查論文集論文
- 2002（許麗玲、余伯泉）泰北華文教育的課程改革：復華中學的個案研究。海華與東南亞研究 ，2（3），113-136。
- 2001a（余伯泉、董峰政、江永進、趙順文、方耀乾）論甲類與乙類拼音：甲乙相通型思想。刊於漢字拼音討論集（頁127-145）。中央研究院語言所。〔修改自「論甲式與乙式拼音：通用觀點」。漢字拼音系統研討會第一次會議。中研院語言所。2000年3月25日。也修改自「跨越甲式與乙式拼音的鴻溝：論「通用」拼音」。翻譯學研究集刊，4，281-299。1999〕
- 2001b（許麗鈴、余伯泉）泰國華文教育的發展：曼谷與泰北的比較。教育資料與研究，43，66-73。
- 2001c（江文瑜、余伯泉、羅肇錦、張學謙）論台灣拼音：國際性與主體性平衡型。刊於漢字拼音討論集（頁109-126）。中央研究院語言所。〔修改自「論台灣拼音：國際性與主體性平衡觀點」。漢字拼音系統研討會第一次會議。中研院語言所。2000年3月25日。〕
- 2001d（江文瑜、余伯泉、任長慧、李清澤）論海外台灣華語拼音與教學。刊於漢字拼音討論集（頁147-163）。中央研究院語言所。〔修改自「論海外華語教學：無筆通用軟體與有筆自然書法」。漢字拼音系統研討會第二次會議。中研院語言所。2000年5月27日。〕
- 2000  (范文芳、余伯泉、羅肇錦、鍾榮富、古國順、陳貴賢、魏德文) 跨越台灣客語與華語的拼音障礙。刊於宗教、語言與音樂：第四屆國際客家學研討會論文集（頁311-327），中央研究院民族所。〔修改自「跨越台灣客語與華語的拼音障礙」。第四屆國際客家學研討會。台北:中央研究院民族學研究所。1998年11月4-7日。〕
- 1999a  跨越甲式與乙式拼音的鴻溝：論「通用」拼音。翻譯學研究集刊（台灣翻譯學學會），4，281-299。〔修改自「台灣拼音問題的三大困境與前瞻：再論通用標音系統」。台灣母語文化之重生與再建研討會。台南市文化基金會。1999年6月19日。〕
- 1999b  (余伯泉、江永進、許極燉、楊青矗、林央敏、黃元興及董峰政) 跨越福佬台語（乙式）與台灣華語的拼音障礙。大葉學報，8（2），11-22。
- 1999c（董峰政、余伯泉）台語羅馬字教育改革研究：用台南市路牌作例。高雄餐旅學報，2，189-209。
- 1998 跨越拼音文字與方塊文字的鴻溝：台灣的羅馬拼音問題。翻譯學研究集刊（台灣翻譯學學會），3，189-204。〔修改自「華語拼音與街路譯名研究」。第二屆國際電腦多媒體語文教學研討會。中華民國多媒體英語文教學學會。1998年12月19日〕
- 1997a限定式英文人名音譯系統。翻譯學報 (香港中文大學)，1，24-35。
- 1997b限定譯名法與語料庫詮釋法：名詞翻譯之道。翻譯學研究集刊（台灣翻譯學學會），2，1-15。
- 1997c 台灣地區軍艦國造之研究(1949-1992)。社會學刊（台大），25，221-61。TSSCI
- 1995  西方心理學底形式主義陷阱與重建。中華心理學刊，37(1)，56-69。TSSCI
- 1994  （余伯泉、黃啟埴） 形式的預言：台灣地區國營事業工會勞動三權之研究(1984-1990)。勞資關係論叢（中正大學），1，61-90。
- 1993 工具性人情與情感性人情：一家國營企業之個案研究。社會科學論叢（台大法學院），41，87-120。（國科會優良期刊）
- 1991 （余伯泉、黃光國）形式主義與人情關係對台灣地區國營企業發展的影響。國科會人文及社會科學研究彙刊，1（1），1-13。TSSCI
- 1984（Liu, I. M., Wu, J. T. & Yu B.C.） Sentence-sentence and sentence-picture verification without superficial correspondence. In H.S.R. Kao and R. Hoosain (Eds.), Psychological Studies of the Chinese Language. (p.167-180). Hong Kong: Tai Dao Publishing Ltd.
- 1982 （余伯泉、劉英茂）以西方受試者驗證中文句子理解模型。中華心理學刊，24（2），59-63。TSSCI

### 專書

#### 學位論文
- 1993 論世俗的形式主義：心理學、國營企業及軍艦國造之個案研究。台灣大學心理學研究所博士論文。（黃光國與葉啟政指導）
- 1982 中文句子理解歷程研究。台灣大學心理所碩士論文。（劉英茂指導）

#### 專書翻譯
- 2005（李茂興、余伯泉譯) 社會心理學(E. Aronson原著)。台北：弘智。
- 2000 （葉必立、余伯泉、賴文福譯）發覺死的接近（Awareness of Dying. Glaser,B.       & Strauss,A.1965原著）。北醫醫學所人文醫學組。
- 1998（余伯泉、蕭阿勤譯）人權教育活動手冊（G.Pike&D.Selby原著）。遠流。
- 1998 （李湘雄、余伯泉、賴文福譯）理論敏銳度（Theoretical Sensitivity. Glaser,B.1978原著）。北醫醫學所人文醫學組。
- 1997  (王芃、徐隆德、余伯泉譯) 驅除搗蛋者：魔法、科學與文化(Francis,L.K. Hsu 原著) 。南天。
- 1995  (李茂興、余伯泉譯) 工作社會心理學(M.Argyle原著)。台北：巨流。
- 1984 （余伯泉譯）自私心理探源。台北：桂冠。
- 1984 （余伯泉譯）人生信心面。台北：桂冠。

#### 專著
2003（余伯泉、徐兆泉、陳素年、董峰政）台灣語通用拼音字典。仁林文化。
1999 （余伯泉、徐兆泉、吳長能）台灣語通用拼音。台北：南天。
1998 （余伯泉、徐兆泉）台灣華語拼音。台北：南天。

### 其他相關論著

#### 專文翻譯
- 2001 （余伯泉譯）中國：維持秩序和諧與攻擊行為（Bond, M.＆Wang, S.H.原著），刊於漢人與周邊社會研究（頁87-115）。台北：唐山。
- 1994 （李茂興、余伯泉譯）梅歐與「工業文明之人群問題」（Roethlisberger, F.J.原著）。當代雜誌，99，120-126。
- 1992 （余伯泉修訂翻譯）日常生活中的自我表演（Goffman, E.原著）。桂冠。
- 1991（余伯泉譯）涂爾幹論心理學與社會學（Durkheim, E. 原著）。當代雜誌，64，68-75。
- 1990（余伯泉譯）歷史的社會心理學（Gergen, K.原著）。當代雜誌，54，58-65與55：64-68。

#### 論著（已出版期刊論文的研討會論文不再列入）
- 2002  台灣微軟公司新注音輸入法通用拼音輸入模式
- 2002 （余伯泉、朱阿莉）台客語教材教法與政策研究。北縣教育，42，60-64。
- 2000 （余伯泉與國語實小研究處）通用標音系統實驗報告。北市教育局。
- 1999  自然輸入法漢語通用拼音輸入模式
- 1998  (余伯泉與張學謙) 生活人權與羅馬拼音地名權。台灣原住民民族權與人權學術研討會論文集（頁503-512）。台北市政府原民會。
- 1998 如何解決外國人名譯名混亂的問題：以柯林頓緋聞案為例。翻譯學研究集刊，3，223-226。
- 1998 台北市街路譯名系統專案研究報告。台北市政府民政局。
- 1997 形式主義的台北市街道譯名。當代雜誌，121，108-111。
- 1996 知識移轉：英文姓名難字音譯系統研究。國科會報告。
- 1995 知識移轉：英文姓名音譯系統研究。國科會報告。
- 1995 台灣心理學發展之研究(1949-1992)，華人心理學家學術研討會。台大心理所。
- 1994（李雅榮、余伯泉等）國內造艦能力評估與提升對策研究報告。經濟部。
- 1994生命的認同與危機：紀念心理學家艾立克森。中國時報，5月27日。
- 1993 寄心靈的激情：弗洛依德全集再出發，島嶼邊緣，7，15-30。
- 1991 貌合神離：台灣地區大眾心理學與實證心理學之舞。休閒與大眾文化研討會。戶外遊憩學會。
- 1991 以勞動為目的自身：從韋伯「新教倫理與資本主義精神」看人力資源。管理雜誌，222，64-66。
- 1991 廉價移植要不得：人性管理背後的哲學思潮。管理雜誌，202，40-44。
- 1990 趙耀東的「情」結與企業發展團隊。管理雜誌，188，78-81。
- 1990 利益與意識型態是彷彿相遇的錯車：後勁與中油互動的基本結構。中國論壇，356，50-55。
- 1990 獨立後的遺忘：心理學的發展與陷阱之批判。當代雜誌，54，38-53。
- 1989 國營事業管理法合乎中山先生的理想嗎？石油勞工，7，1-3。
- 1989（陳家聲與余伯泉）企業文化顧問師手冊。台北：生產力中心。

### 學術翻譯全集與系列主編
- 2009- 語言文化系列主編。
- 1997-2002國立編譯館合作計畫：徐隆德（美）與余伯泉（台）主編Francis Hsu許烺光（美國人類學會會長與中央研究院院士）英文著作的華文版全集10本。由南天書局逐年出版完成。
- 1995-1998國立編譯館合作計畫：余伯泉與陸洛主編英國牛津大學社會心理學家M. Argyle英文著作華文版全集13本。由巨流公司逐年出版完成。
- 1998起推動心理學與諮商系列翻譯、SAGE研究方法系列翻譯，由弘智出版。

## 資料來源
- 余伯泉-開南大學
- 余伯泉-中研院民族所[永久]

## 外部連結
- 余伯泉：漢語拼音一字多音　造成困擾 （页面存档备份，存于）
- 余伯泉Blog - 無名小站 （页面存档备份，存于）
- 積丹尼-推漢語拼音， 摧通用拼音 （页面存档备份，存于）
- 余伯泉在ShiFu Rd.前比「讚」 （页面存档备份，存于）